# Sphinctocera cressisquama
Sphinctocera cressisquama är en fjärilsart som beskrevs av W. Warren 1897. Sphinctocera cressisquama ingår i släktet Sphinctocera och familjen mott. Inga underarter finns listade i Catalogue of Life.